# Germigny-l’Exempt
Germigny-l’Exempt ist eine französische Gemeinde mit 292 Einwohnern (Stand: 1. Januar 2022) im Département Cher in der Region Centre-Val de Loire; sie gehört zum Arrondissement Saint-Amand-Montrond und ist Teil des  Kantons La Guerche-sur-l’Aubois. Die Einwohner werden Germinois oder Germinoises genannt.

## Geographie
Germigny-l’Exempt liegt etwa 45 Kilometer ostsüdöstlich von Bourges und etwa 21 Kilometer westsüdwestlich von Nevers. Umgeben wird Germigny-l’Exempt von den Nachbargemeinden Ignol im Nordwesten und Norden, La Guerche-sur-l’Aubois im Norden und Osten, La Chapelle-Hugon im Osten und Südosten, Grossouvre im Südosten, Vereaux im Süden, Ourouer-les-Bourdelins im Südwesten und Westen sowie Croisy im Westen.

## Bevölkerungsentwicklung
| Jahr                      | 1962 | 1968 | 1975 | 1982 | 1990 | 1999 | 2006 | 2013 |
| ------------------------- | ---- | ---- | ---- | ---- | ---- | ---- | ---- | ---- |
| Einwohner                 | 553  | 509  | 472  | 383  | 362  | 331  | 320  | 317  |
| Quelle: Cassini und INSEE |      |      |      |      |      |      |      |      |

## Sehenswürdigkeiten
Das Schloss Château Renaud stammt aus dem 17. Jahrhundert.
Die romanische Kirche Notre Dame aus dem 12. Jahrhundert mit ihrer außergewöhnlich hohen Turmvorhalle wurde nach der Belagerung von 1108 von Ludwig VI. dem Dicken als Symbol des kapetingischen Gottesfriedens errichtet. Das ikonographische Programm des Innenportals von 1215 wurde von der Nordvorhalle des Westportals der Abteikirche von Saint-Gilles du Gard und der Nordvorhalle des Westportals der Kathedrale von Laon übernommen. Das Tympanon, das die thronende Gottesmutter mit Kind (Sedes sapientiae) zeigt, soll den Triumph der Kirche (die heilige Jungfrau steht symbolisch für die Kirche) über die Ketzer feiern, deren gemeinsamer Punkt die Ablehnung der Realpräsenz in der Eucharistie ist.

## Persönlichkeiten
- François Auvity (1874–1964), Bischof von Bourges und später Bischof von Mende. Er wurde nach dem Krieg wegen seiner Kollaboration mit den Nazis vom Papst Pius XII. als Bischof abgesetzt.